# 医王寺 (さいたま市桜区)

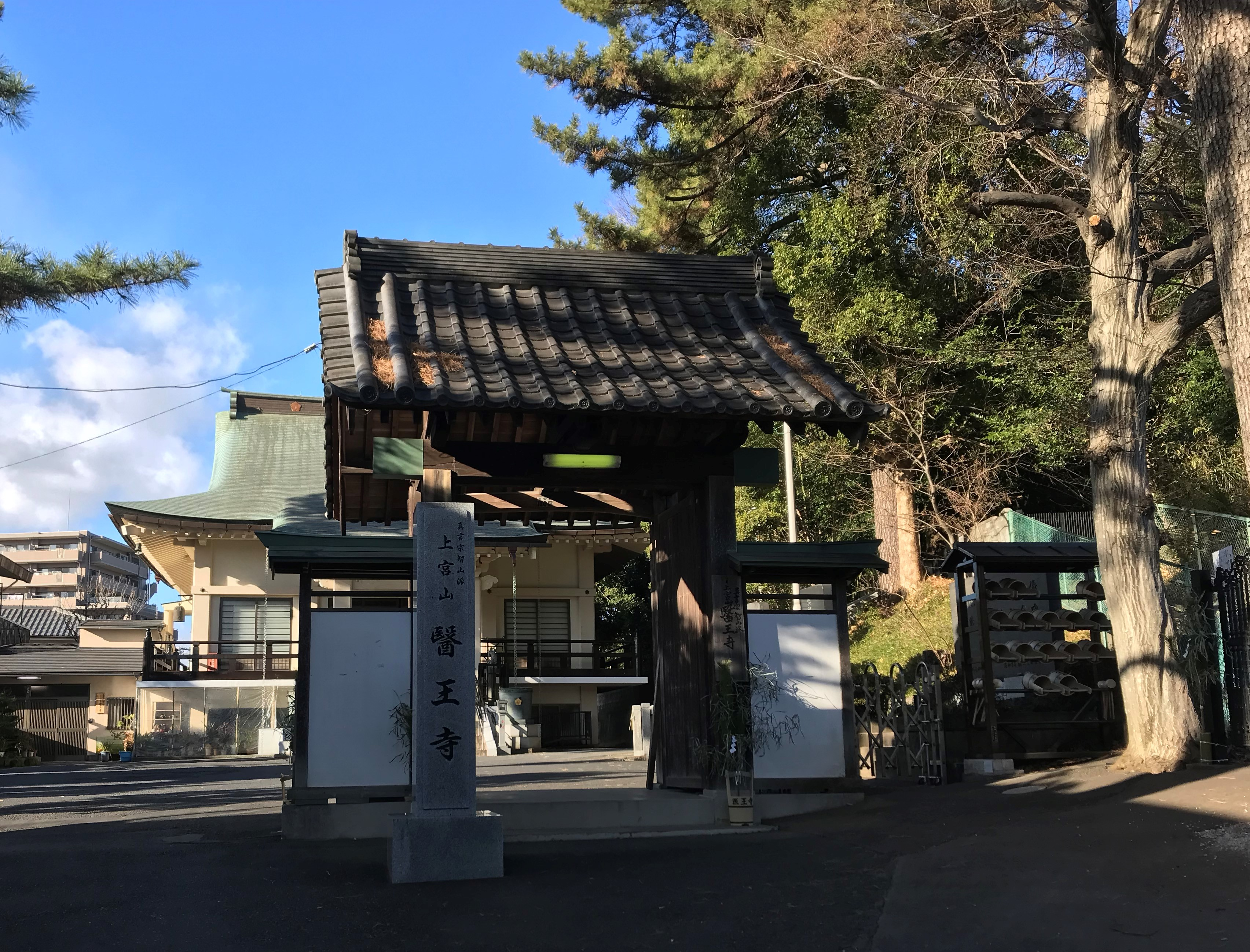
山門

医王寺（いおうじ）は、埼玉県さいたま市桜区にある真言宗智山派の寺院。

## 歴史
創建年代は不明である。ただ聖徳太子を賛仰すべく、約千年前に開山されたと伝えられる。山号の「上宮山」も太子の別名（上宮太子）に由来する。同市中央区の円乗院の末寺である。
江戸時代前期に賢秀によって中興された。現在の本堂は、1691年（元禄4年）に建てられたものである。
当寺の大日堂にある木造大日如来坐像は、平安時代末期の作で「雹除けの大日さま」と呼ばれている。この大日像が別の場所で開帳していたときに、当地が雹の害に見舞われたことに由来している。

## 文化財
- 木造大日如来坐像（埼玉県指定有形文化財 昭和39年3月27日指定）[2]
- 医王寺の銅鐘（さいたま市指定有形文化財 昭和33年3月31日指定）[3]

## 交通アクセス
- 中浦和駅より徒歩9分。